# Cahiers du cinéma
I Cahiers du cinéma sono la più prestigiosa rivista cinematografica francese. Sulla sua onda segue la rivista rivale Positif, definita da Marcos Uzal in un editoriale sui Cahiers avversaria autoproclamata per sessant'anni, ma mai ipocrita né  vendicativa.

## Storia
La rivista è stata fondata nell'aprile 1951 da André Bazin, Léonide Keigel, Joseph-Marie Lo Duca e Jacques Doniol-Valcroze, raccogliendo l'eredità della Revue du cinéma e riunendo i membri di due circoli cinematografici parigini: Objectif 49 (Robert Bresson, Jean Cocteau, Alexandre Astruc ecc.) e il Ciné-Club du Quartier Latin. Tra i collaboratori figuravano Éric Rohmer, Jacques Rivette, Jean-Luc Godard, Claude Chabrol e François Truffaut.
Gli articoli dei Cahiers reinventarono le basi della critica cinematografica. L'elaborazione della politica degli autori riconobbe per la prima volta il valore dei film hollywoodiani di Alfred Hitchcock, Howard Hawks, Robert Aldrich, Nicholas Ray, Fritz Lang, e Anthony Mann, ma soprattutto di registi come Jean Renoir, Roberto Rossellini, Kenji Mizoguchi, Max Ophüls e Jean Cocteau, in polemica con il cinema francese del periodo. L'articolo di Truffaut Su una certa tendenza del cinema francese (1954) è considerato il manifesto del movimento cinematografico originato dagli ex-redattori dei Cahiers passati alla regia, detto Nouvelle Vague.
Dopo Éric Rohmer, caporedattore dal 1957 al 1963, la guida passò a Jacques Rivette. L'attenzione si spostò dagli Stati Uniti alle cinematografie nazionali emergenti, mentre si faceva strada una politicizzazione che esplose in particolare nel 1968. I Cahiers furono guidati, per qualche anno, da un collettivo di ispirazione maoista. Più tardi, con Serge Daney e Serge Toubiana, le posizioni politiche si sono gradualmente smussate, ma non si è ridotta l'influenza critica della rivista, né la sua capacità di produrre, dalle file dei suoi collaboratori, nuovi registi francesi (André Téchiné, Leos Carax, Olivier Assayas, Patrice Leconte).
Nel 1998, Le Editions de l'Etoile (la casa editrice dei Cahiers) è stata acquisita dal gruppo Le Monde. Quest'ultimo nel 2008 ha ceduto la società editrice al gruppo anglosassone Phaidon Press.
La rivista è stata diretta da Jean-Michel Frodon (affiancato da Serge Bozon) fino al 2009. Il comitato di redazione era formato da Hervé Aubron, Stéphane Delorme, Charlotte Garson, Ludovic Lamant, Elisabeth Lequeret, Thierry Lounas, Vincent Malausa, Thierry Meranger, Cyril Neyrat, Eugenio Renzi, Jean-Philippe Tessé, Antoine Thirion.
Nel 2019 Marcos Uzal rimpiazza Stéphane Delorme come caporedattore per «dimissioni di massa dopo il cambio di proprietà».

## Considerazioni nel tempo
Aldo Tassone nel suo volume Que reste-t-il de la Nouvelle Vague, che contiene interviste a trenta registi che hanno accettato di ripercorrere il tempo del movimento cinematografico francese, tra i quali Chabrol, Malle, Truffaut, Varda,  riprende in esame certe valutazioni ritenute puramente ideologiche sulla rivista, che per altro nel tempo ha cambiato più volte orientamento e linea. Tassone riporta all'inizio del volume una citazione, in francese, di Luis Buñuel del 1976 dove sostanzialmente il regista spagnolo dice di non conoscere la Nouvelle Vague ma di non aver mai riso così tanto quanto leggendo alcuni articoli dei Cahiers du cinéma. Buñuel in Belle de jour cita comunque la famosa scena del film di Godard À bout de souffle dove Jean Seberg vende il New York Herald Tribune, con lo stesso quotidiano nella stessa Parigi degli anni Sessanta in un simile contesto malavitoso, che però nel caso di Belle de jour è venduto da un anonimo ragazzo poco prima del sessantesimo minuto del film.

## Caporedattori
- 1951-1958: André Bazin
- 1958-1963: Éric Rohmer, affiancato da Jean Douchet
- 1963-1965: Jacques Rivette
- 1965-1973: Jean Narboni, affiancato dal 1966 al 1971 da Jean-Louis Comolli
- 1973-1981: Serge Daney e Serge Toubiana
- 1981-1991: Serge Toubiana, affiancato da Alain Bergala dal 1981 al 1986
- 1991-1996: Thierry Jousse, affiancato da Frederic Strauss
- 1996-1998: Antoine de Baecque
- 1998-2001: Charles Tesson
- 2001-2003: Charles Tesson e Jean-Marc Lalanne
- 2003-2009: Emmanuel Burdeau e Jean-Michel Frodon (direttore della redazione)
- 2009-2020: Stéphane Delorme, affiancato da Jean-Philippe Tessé
- 2020-: Marcos Uzal (redattore capo), Éric Lenoir (direttore della pubblicazione), Julie Lethiphu (Direttrice generale)

## Versione italiana
Il sito ufficiale della rivista propone ogni mese in lettura libera due articoli provenienti dalla rivista cartacea. Di questi è stata offerta dal 2005 al 2007, grazie al sostegno dell'Ambasciata di Francia a Roma, una versione in lingua italiana.

## Collaboratori (parziale)
- Olivier Assayas
- Antoine de Baecque
- André Bazin
- François Bégaudeau
- Pascal Bonitzer
- Noël Burch
- Emmanuel Burdeau
- Leos Carax
- Claude Chabrol
- Marc Chevrie
- Michel Chion
- Jean-Louis Comolli
- Serge Daney
- Jacques Doniol-Valcroze
- Jean Domarchi
- Jean-Michel Frodon
- Claude de Givray
- Jean-Luc Godard
- Jean-Claude Guiguet
- Pascal Kané
- Léonide Keigel
- Patrice Leconte
- Joseph-Marie Lo Duca
- Mia Hansen-Løve
- Christophe Honoré
- Thierry Jousse
- Pierre Kast
- Iannis Katsahnias
- Yann Lardeau
- Morvan Lebesque
- Serge Le Péron
- Thierry Lounas
- Chris Marker
- Luc Moullet
- Jean Narboni
- Cyril Neyrat
- Vincent Ostria
- Jean-Pierre Oudard
- Alain Philippon
- Bruno Podalydès
- Jacques Rancière
- Eugenio Renzi
- Jacques Rivette
- Éric Rohmer
- Nicolas Saada
- Bertrand Tavernier
- André Téchiné
- Charles Tesson
- Serge Toubiana
- François Truffaut
- Paul Vecchiali
- François Weyergans